# Rhodochiton
Rhodochiton é um género botânico pertencente à família Plantaginaceae. Tradicionalmente este gênero era classificado na família das Scrophulariaceae.

## Espécies
| - Rhodochiton atrosanguineum - Rhodochiton hintonii - Rhodochiton nubicola | - Rhodochiton volubile - Rhodochiton volubilis - Rhodochiton Hybriden |

## Nome e referências
Rhodochiton Zucc. ex Otto et A. Dietr.